# Нагороди Чувашії
Державні нагороди Чуваської Республіки — нагороди республіки Російської Федерації, засновані Державною радою Чуваської Республіки та перелічені в Законі Чуваської Республіки від 12 квітня 2005 № 15 «Про державні нагороди Чуваської Республіки».
Головою Чуваської Республіки, Державною радою Чуваської Республіки, Кабінетом міністрів Чуваської Республіки та окремими відомствами можуть бути засновані свої відомчі нагороди.

## Державні нагороди Чуваської Республіки
| Зображення нагороди               | Назва                                                                                     | Дата запровадження                 | Правила нагородження | Джерело |
| --------------------------------- | ----------------------------------------------------------------------------------------- | ---------------------------------- | --- | --- |
| Аверс (Знак зразку 2018 г.) Лента | Почесне звання «Почесний громадянин Чуваської Республіки»                                 | 12 листопада 1996 — 12 квітня 2005 | Почесне звання «Почесний громадянин Чуваської Республіки» є найвищою державною нагородою Чуваської Республіки. Почесне звання «Почесний громадянин Чуваської Республіки» присвоюється громадянам за видатні заслуги, досягнуті у справі зміцнення миру, розвитку взаємовигідного співробітництва, у державній, науково-технічній, громадській, благодійній діяльності, в галузі культури, що сприяли економічному та духовному розквіту чуваської нації, підвищенню авторитету Чуваської нації, підвищенню авторитету Чуваської нації. Особи, удостоєні почесного звання «Почесний громадянин Чуваської Республіки», заносяться до «Книги почесних громадян Чуваської Республіки», яка зберігається в Адміністрації Глави Чуваської Республіки. | Закон Чувашской Республики от 12 апреля 2005 года № 15 «О государственных наградах Чувашской Республики»                                                                         |
| Аверс Реверс Лента                | Орден «За заслуги перед Чуваською Республікою»                                            | 12 квітня 2005                     | Орденом «За заслуги перед Чувашською Республікою» нагороджуються громадяни за особливо видатні заслуги перед Чувашською Республікою, її народом, за внесення великого особистого вкладу в розвиток і примноження виробничого і духовного потенціалу Чуваської Республіки, забезпечення прав і свобод громадян, за відвагу і мужність, виявлені при виконанні громадян. Знак ордену «За заслуги перед Чувашською Республікою» гасає на лівій стороні грудей, за наявності державних нагород Російської Федерації, СРСР розташовується після них. | Закон Чувашской Республики от 12 апреля 2005 года № 15 «О государственных наградах Чувашской Республики»                                                                         |
| Аверс Реверс Лента                | Орден «За любов та вірність»                                                              | 12 квітня 2005                     | Орденом Чуваської Республіки «За любов і вірність» нагороджуються подружжя, які проживають на території Чуваської Республіки, одружені, укладеному в органах запису актів цивільного стану, п'ятдесят і більше років, що створили соціально відповідальну сім'ю, засновану на взаємному коханні та вірності, які виховали дітей — гідних громадян Російської Федерації, що ведуть здоровий образ життя та подають приклад у зміцненні інституту сім'ї. | Закон Чувашской Республики от 12 апреля 2005 года № 15 «О государственных наградах Чувашской Республики»                                                                         |
| Аверс Реверс Лента                | Медаль ордену «За заслуги перед Чуваською Республікою»                                    | 12 квітня 2005                     | Медаллю ордена «За заслуги перед Чуваською Республікою» нагороджуються громадяни за високі досягнення у науковій, економічній, соціально-культурній, громадській та благодійній діяльності, заслуги у зміцненні миру та дружби між народами та інші заслуги перед Чуваською Республікою та її народом. Медаль ордену «За заслуги перед Чуваською Республікою» носиться на лівому боці грудей, за наявності ордену «За заслуги перед Чуваською Республікою» розташовується після нього. | Закон Чувашской Республики от 12 апреля 2005 года № 15 «О государственных наградах Чувашской Республики»                                                                         |
| Почесна грамота                   | Почесна грамота Чуваської Республіки                                                      | 12 квітня 2005                     | Почесною грамотою Чуваської Республіки нагороджуються громадяни, організації, муніципальні утворення Чуваської Республіки та населені пункти Чуваської Республіки, які не мають статусу муніципального утворення, за великий внесок у розвиток економіки, промисловості, агропромислового комплексу, науки, охорони здоров'я, освіти, культури, мистецтва, за досягнуті трудові народом. Нагрудний знак до Почесної грамоти Чуваської Республіки носиться з правого боку грудях, за наявності державних нагород Російської Федерації, СРСР, РРФСР розташовується після них. | Закон Чувашской Республики от 12 апреля 2005 года № 15 «О государственных наградах Чувашской Республики»                                                                         |
|                                   | Почесні звання Чуваської Республіки                                                       | 12 квітня 2005                     | До переліку почесних звань Чуваської Республіки входять звання: - «Народний артист Чуваської Республіки»; - «Народний письменник Чуваської Республіки»; - «Народний поет Чуваської Республіки»; - «Народний художник Чуваської Республіки»; - «Народний вчитель Чуваської Республіки»; - «Заслужений агроном Чуваської Республіки»; - «Заслужений артист Чуваської Республіки»; - «Заслужений архітектор Чуваської Республіки»; - «Заслужений ветеринарний лікар Чуваської Республіки»; - «Заслужений лікар Чуваської Республіки»; - «Заслужений діяч мистецтв Чуваської Республіки»; - «Заслужений діяч науки Чуваської Республіки»; - «Заслужений землевпорядник Чуваської Республіки»; - «Заслужений зоотехнік Чуваської Республіки»; - «Заслужений винахідник Чуваської Республіки»; - «Заслужений лісівник Чуваської Республіки»; - «Заслужений механізатор Чуваської Республіки»; - «Заслужений підприємець Чуваської Республіки»; - «Заслужений працівник охорони здоров'я Чуваської Республіки»; - «Заслужений працівник культури Чуваської Республіки»; - «Заслужений працівник освіти Чуваської Республіки»; - «Заслужений працівник промисловості Чуваської Республіки»; - «Заслужений працівник сільського господарства Чуваської Республіки»; - «Заслужений працівник соціального захисту населення Чуваської Республіки»; - «Заслужений працівник сфери обслуговування населення Чуваської Республіки»; - «Заслужений працівник транспорту Чуваської Республіки»; - «Заслужений працівник фізичної культури та спорту Чуваської Республіки»; - «Заслужений раціоналізатор Чуваської Республіки»; - «Заслужений зв'язківець Чуваської Республіки»; - «Заслужений співробітник органів внутрішніх справ по Чуваській Республіці»; - «Заслужений рятувальник Чуваської Республіки»; - «Заслужений будівельник Чуваської Республіки»; - «Заслужений учитель Чуваської Республіки»; - «Заслужений художник Чуваської Республіки»; - «Заслужений еколог Чуваської Республіки»; - «Заслужений економіст Чуваської Республіки»; - «Заслужений енергетик Чуваської Республіки»; - «Заслужений юрист Чуваської Республіки»; | Закон Чувашской Республики от 12 апреля 2005 года № 15 «О государственных наградах Чувашской Республики»                                                                         |
| Аверс Реверс                      | Знак материнської слави Чуваської Республіки «Анне»                                       | 21 грудня 2018                     | Знаком материнської слави Чуваської Республіки «Анне» нагороджуються матері, які проживають на території Чуваської Республіки не менше 10 років, народили (усиновили, удочерили) і гідно виховали п'ятьох і більше дітей. При поданні матерів до нагородження знаком материнської слави Чуваської Республіки «Анне» також враховуються діти, які загинули або зникли безвісти при захисті суверенітету Російської Федерації, при порятунку людини, при охороні законності та правопорядку, а також померлі через поранення або захворювання, отримані за зазначених обставин або внаслідок обставин. Для нагороджених знаком материнської слави Чуваської Республіки «Анне» матерів, законом передбачено пільги та грошові виплати. Знак материнської слави Чуваської Республіки «Анне» носиться на правій стороні грудей, за наявності державних нагород Російської Федерації, державних нагород СРСР, нагрудних знаків до Почесних звань Чуваської Республіки розташовується після них. | Указ «О целесообразности учреждения награды для матерей»---Закон Чувашской Республики от 12 апреля 2005 года № 15 (в ред. Закона ЧР от 21 декабря 2018 г. № 95)---Об учреждении… |
| Аверс Реверс Лента                | Відзнака «За бездоганну службу в органах місцевого самоврядування в Чуваській Республіці» | 12 квітня 2005                     | Відзнакою «За бездоганну службу в органах місцевого самоврядування в Чуваській Республіці» нагороджуються особи, які заміщають муніципальні посади, муніципальні службовці в Чуваській Республіці, які пропрацювали в органах місцевого самоврядування в Чуваській Республіці не менше 10 років, за внесок муніципальну службу. Відзнака «За бездоганну службу в органах місцевого самоврядування в Чуваській Республіці» носиться на правій стороні грудей, за наявності державних нагород Російської Федерації, державних нагород СРСР, нагрудних знаків до Почесних звань Чуваської Республіки та знаку материнської слави Чуваської Республіки «Анне», розташовується після них. | Закон Чувашской Республики от 12 апреля 2005 года № 15 «О государственных наградах Чувашской Республики»                                                                         |

## Інші нагороди в Чуваській Республіці
| Зображення нагороди | Назва                                                                                       | Дата запровадження | Правила нагородження | Джерело |
| ------------------- | ------------------------------------------------------------------------------------------- | ------------------ | --- | --- |
|                     | Пам'ятний знак Глави Чуваської Республіки                                                   | 31 січня 2002      | Пам'ятний знак Глави Чуваської Республіки вручається Главі Чуваської Республіки, який припинив виконання своїх повноважень на знак визнання його заслуг перед Чуваською Республікою. Знак вручається Головою Державної Ради Чуваської Республіки на урочистій церемонії, присвяченій вступу на посаду громадянина Російської Федерації, наділеного повноваженнями Глави Чуваської Республіки. Повторне вручення Знака не виконується. Знак носиться на правій стороні грудей та розташовується після державних нагород Російської Федерації та Чуваської Республіки. | Указ Президента Чувашской Республики от 31 января 2002 года № 36 «О Должностном знаке Главы Чувашской Республики и Памятном знаке Главы Чувашской Республики»                                                                  |
|                     | Почесна грамота Державної Ради Чуваської Республіки                                         | 14 вересня 2000    | Почесна грамота Державної Ради Чуваської Республіки заснована для нагородження громадян, підприємств, установ та організацій Чуваської Республіки за великий внесок у реалізацію програм соціально-економічного розвитку Чуваської Республіки, у розвиток законодавства та правової системи, місцевого самоврядування, а також за конкретні досягнення при здійсненні заходів щодо забезпечення правопорядку, законності, прав. Почесною грамотою можуть бути нагороджені громадяни, які проживають в інших суб'єктах Російської Федерації, а також іноземні громадяни за значний внесок у розвиток міжпарламентських зв'язків та парламентаризму, зміцнення дружби народів. Особи, нагороджені Почесною грамотою, можуть повторно представлятися до цієї нагороди не раніше ніж через 5 років після попереднього нагородження. | Постановление Государственного Совета ЧР от 14 сентября 2000 года № 453 «О положении „О Почётной грамоте Государственного Совета Чувашской Республики“»                                                                        |
|                     | Державна премія Чуваської Республіки                                                        | 30 вересня 1994    | Державні премії Чуваської Республіки присуджуються щорічно: - у галузі літератури та мистецтва — одна премія, що дорівнює 75 тис. рублів, за твори, що відрізняються новизною, отримали громадське визнання і є великим вкладом у розвиток національної культури; - У галузі науки і техніки — дві премії (в галузі гуманітарних наук і в галузі природничих і технічних наук), рівні 75 тис. рублів, за фундаментальні наукові праці, відкриття і технічні розробки, впровадження нових видів техніки і технології, що відповідають рівню передових досягнень і сприяють ефективному вирішенню проблем соціально-економічного. Подання роботи на здобуття Премії провадиться органами виконавчої влади Чуваської Республіки, організаціями, у тому числі вищими навчальними закладами, науковими установами, установами культури та мистецтва, громадськими об'єднаннями. Роботи висуваються із забезпеченням широкої гласності та обговорення у колективах організацій. | Указ президента Чувашской Республики от 30 сентября 1994 года № 110 «О Положении „О Государственных премиях Чувашской Республики, нагрудном знаке и дипломе лауреата Государственной премии Чувашской Республики“»             |
|                     | Державна молодіжна премія Чуваської Республіки                                              | 30 листопада 1996  | З метою заохочення молодих громадян за великий внесок у розвиток Чуваської Республіки засновано вісім Державних молодіжних премій Чуваської Республіки, рівних 50 тис. рублів кожна, серед них: - у сфері науки, техніки та виробництва — одна премія; - у сфері освіти, виховання та молодіжної політики — одна премія; - у сфері літератури, культури та мистецтва — одна премія; - у сфері журналістики — одна премія; - у сфері охорони здоров'я — одна премія; - у сфері охорони навколишнього середовища — одна премія; - у сфері фізичної культури та спорту — одна премія; - У сфері добровольчої діяльності — одна премія. Державні молодіжні премії Чуваської Республіки присуджуються щорічно, за однією Премією за кожною зазначеною сферою діяльності. | Указ президента Чувашской Республики от 30 ноября 1996 года № 129 «О государственных молодежных премиях Чувашской Республики»                                                                                                  |
| Аверс Реверс Лента  | Пам'ятна медаль «100-річчя утворення Чуваської автономної області»                          | 21 жовтня 2019     | Пам'ятна медаль «100-річчя освіти Чуваської автономної області» є формою заохочення за вагомий внесок у соціально-економічний розвиток Чуваської Республіки, духовно-моральне та патріотичне виховання її населення та інші заслуги перед Чуваською Республікою. Не є державною нагородою. Пам'ятною медаллю нагороджуються громадяни Російської Федерації, іноземні громадяни та особи без громадянства, які отримали громадське визнання, за заслуги, зазначені у пункті 1 Положення про нагороду. За ініціативою Глави Чуваської Республіки пам'ятною медаллю нагороджуються почесні гості святкових урочистостей та заходів, присвячених 100-річчю утворення Чуваської автономної області, за заслуги, зазначені у пункті 1 Положення про нагороду, та плідну діяльність зі зближення та взаємозбагачення культур на народах зовнішньоекономічних та міжнародних зв'язків. Пам'ятна медаль носиться на лівому боці грудей, за наявності державних нагород Російської Федерації, державних нагород СРСР, державних нагород Чуваської Республіки розташовується після них. | Указ Главы Чувашской Республики от 21 октября 2019 года № 125 "Об утверждении Положения о памятной медали «100-летие образования Чувашской автономной области» и её описания                                                   |
| Аверс Реверс Лента  | Пам'ятна медаль, присвячена 80-річчю будівництва Сурського та Казанського оборонних рубежів | 8 вересня 2020     | Пам'ятною медаллю, присвяченій 80-річчю будівництва Сурського і Казанського оборонних рубежів, нагороджуються громадяни Російської Федерації, іноземні громадяни та особи без громадянства за організацію робіт і самовіддану працю при будівництві Сурського та Казанського оборонних рубежів, а також за плідну роботу з організації та проведення заходів з організації та проведення заходів, оборонних рубежів, внесок у збереження пам'яті про трудовий подвиг учасників будівництва Сурського та Казанського оборонних рубежів та його популяризацію. Автор проекту медалі — народний художник Російської Федерації Г. І. Правоторов | Указ Главы Чувашской Республики от 8 сентября 2020 года № 224 «Об учреждении памятной медали…»---Постановление Кабинета министров Чувашской Республики от 3 марта 2021 года № 72 «Об утверждении Положения о памятной медали…» |
|                     | Звання «Ветеран праці Чуваської Республіки»                                                 | 13 червня 2007     | Звання «Ветеран праці Чуваської Республіки» надається громадянам: - удостоєним державних нагород Російської Федерації, державних нагород Чуваської Республіки, після призначення їм пенсії або після досягнення віку, що дає право на пенсію по старості; - громадянам, які проживають біля Чуваської Республіки і мають трудовий стаж щонайменше 40 років жінок і 45 років чоловікам, після призначення їм пенсії чи після досягнення віку, дає декларація про пенсію по старости. | Постановление Кабинета Министров ЧР от 13 июня 2007 года № 127 «Об утверждении порядка и условий присвоения звания „Ветеран труда Чувашской Республики“ и выдачи удостоверения „Ветеран труда Чувашской Республики“»           |